# Louis d'Hugues (général)
Pour les articles homonymes, voir Louis d'Hugues.
Louis d'Hugues, né le 12 mars 1799 à Sérignan-du-Comtat et mort le 8 avril 1886 à Paris, est un général de division français, grand-croix de la Légion d'honneur.
Il se distingue lors de la conquête de l'Algérie, de la guerre de Crimée (bataille de Bomarsund) puis, alors qu'il est âgé de 71 ans, à la tête d'une division au cours de la défense de Paris durant la  guerre de 1870.

## Biographie

### Famille
Il est le fils de Frédéric Joseph Hyacinthe d'Hugues (1770-1829), lieutenant au régiment de Saintonge, maire d'Orange de 1820 à 1829, et d'Anne Angèle Geneviève Émilie Bignan. Il se marie en 1827 à  Saint-Germain-en-Laye à Amenaïde Louise de Pierrepont (1802-1871) avec qui il a un fils : Victor Ernest d'Hugues (1834-1878).

### Carrière militaire
Il entre au service comme soldat à la légion du Gard le 29 janvier 1816, est promu sous-lieutenant le 18 août 1819, puis garde du corps du roi de la compagnie Luxembourg le 5 mai 1822, de 2e classe (lieutenant) le 12 novembre 1823. 
Passé au 3e de ligne le 29 avril 1829, il fait avec ce régiment l’expédition d'Alger de 1830 (1re brigade, général Achard, 1re division, général Berthezène). Il combat à Sidi-Ferruch, à Staouëli, à Sidi-Khalef et à la prise d’Alger.  Le 18 novembre 1830, il se distingue par un fait d’armes lors de l'expédition de l’Atlas : Blida ayant refusé de recevoir la colonne du général Clauzel, le lieutenant d’Hugues, suivi de ses voltigeurs, escalade le mur d’enceinte de la ville, sous le feu de l’ennemi, et en ouvre la porte aux troupes françaises. Le 21 du même mois, à l’attaque du col de Mouzaïa, il arrive le premier sur la position avec le sous-lieutenant de Mac-Mahon, officier d’ordonnance du général Achard. En récompense de sa conduite en ces deux circonstances, il est nommé chevalier de la Légion d’honneur par le général en chef, le 27 novembre, et capitaine, au choix, le 12 décembre 1830. 
Il revient en France avec son régiment. Le 18 décembre 1835, il est capitaine de recrutement à Amiens.
Il quitte cette position le 26 juillet 1838 pour aller rejoindre le 23e de ligne à Guelma. Dès ce moment, il se distingue à Sétif, aux Portes de Fer, à Boufarik, au camp supérieur de Blida, à Cherchell, au col de Mouzaïa, où, en souvenir de 1830, le duc d’Orléans, au moment de donner le signal de l’assaut, lui adresse ces paroles  : « M. d’Hugues, vous avez été bon guide en 1830, vous serez bon guide en 1840 », et Médéah enfin, où s’illustre le 23e de ligne sous le général Duvivier. Le 24 juin 1840, le capitaine d’Hugues, commandant un bataillon du 23e lors d’un ravitaillement de Miliana (colonne Changarnier), est atteint d’un coup de feu au genou gauche ; il n’en reste pas moins à la tête de sa troupe et rentre à Médéa. Dans une sortie de nuit, le 13 octobre 1840, il enlève un poste arabe. Enfin, après plusieurs citations à l’ordre de l’armée, il est nommé chef de bataillon au 5e léger, le 30 décembre 1840. 
Il va rejoindre ce corps à Fontenay-sous-Bois, près Vincennes. Le 24 avril 1845, il est nommé lieutenant-colonel et placé au 30e de ligne, à Mézières. Le 13 juin 1848, promu colonel, il prend le commandement de son ancien régiment, le 37e, à Strasbourg. Appelé à Paris, ce régiment occupe des baraques dans le jardin du Luxembourg lors du coup d’État du 2 décembre 1851. Le 22 du même mois, le colonel d’Hugues est nommé général de brigade. Il a été promu entre temps officier de la Légion d’honneur, le 1er juin 1850. Le 24 décembre 1851, il prend le commandement de la subdivision militaire à Grenoble, mais il ne reste pas longtemps dans cette position ; le 31 mars 1852, il est mis à la tête de la 1re brigade de la 2e division de l’armée de Paris (général Renault).
Le 3 juillet 1854, lors de la guerre de Crimée, il prend le commandement de la 1re brigade de la division expéditionnaire de la Baltique, à Boulogne. Il s’embarque à Calais avec une partie de ses troupes, sur le vaisseau anglais Hannibal, et le 5 septembre 1854, il est nommé commandeur de la Légion d’honneur après s'être distingué à la bataille de Bomarsund en aout.
Général de division le 18 mars 1856, il est inspecteur général en Algérie (province d’Oran) ; en 1857, en Corse et dans le midi; en 1858, dans la province d’Alger. 
En 1859, il a le commandement de la division de réserve de l’armée d’Italie, à Milan et à Brescia. 
A la paix, il vient reprendre sa place à l’armée de Lyon (4e corps). Il est nommé grand officier de la Légion d’honneur le 26 août 1860. 
En 1861, il est appelé au commandement de la 1re division du corps d’occupation à Rome ; il commande provisoirement ce corps pendant plusieurs mois, et lorsque, vers la fin de 1862, il est réduit à une seule division, le général d’Hugues rentre en France et vient prendre place au comité d’infanterie. 
Le 13 mars 1864, atteint par la limite d’âge, il passe à la 2e section du cadre de l’état-major général, après avoir servi pendant un demi-siècle. 
Se trouvant à Paris lors de la guerre de 1870, il sollicite un commandement actif ; la réponse se faisant attendre, il se rend en Alsace rendre visite à son fils, Victor, capitaine au 11e régiment de chasseurs, et le 4 août 1870, il participe à ses côtés, en volontaire, à la  bataille de Wissembourg. Le 9, il rentre à Paris; le 24, il est appelé au commandement de la 2e division d’infanterie du 14e corps (général Renault). Dans les premiers jours de novembre, à l’organisation des trois armées pour la défense de Paris, sa division est scindée en deux, et il prend alors le commandement de la 5e division de la 3e armée à Montreuil (sous les ordres directs du général Trochu). A la fin de novembre, il va prendre position au plateau d'Avron, où il est investi du commandement supérieur des troupes réunies sur ce point. Dans cet épisode de guerre, il parvient à maintenir solidement au feu ses jeunes soldats, pendant un bombardement de plusieurs jours, d’une intensité exceptionnelle.
Le 7 janvier 1871, comme récompense de ses anciens services et de sa brillante conduite pendant toutes les phases du siège de Paris, il est élevé à la dignité de grand-croix de la Légion d’honneur, couronnement de sa longue carrière militaire. 
Le 1er mars 1871, il est replacé dans la 2e section du cadre de l’état-major général.
Il meurt le 8 avril 1886 à Paris, âgé de 87 ans.

## Décorations
- Grand-croix de la Légion d'honneur (7 janvier 1871)
  - Grand officier le 26 août 1860
  - Commandeur le 5 septembre 1854
  - Officier le 1er juin 1850
  - Chevalier le 27 novembre 1830

### Sources contemporaines
- « Hugues, Louis Joseph Frédéric d' » dans Théophile de Lamathière, Panthéon de la Légion d'honneur, t.3, E. Dentu, 1875-1911, pp. 90-92. Lire en ligne
- « D'Hugues, Louis Joseph Frédéric » dans Victor Lacaine, Biographies et nécrologies des hommes marquants du XIXe siècle, t.12, Paris, 1844-1866, pp. 236-244. Lire en ligne.

### Sources modernes
- Michel Wattel et Béatrice Wattel (préf. André Damien), « Hugues, Louis Joseph Frédéric d' » in  Les Grand’Croix de la Légion d’honneur : De 1805 à nos jours, titulaires français et étrangers, Paris, Archives et Culture, 2009, 701 p. (ISBN 978-2-35077-135-9).